# Dortmund-Mengede (stacja kolejowa)
Dortmund-Mengede – stacja kolejowa w Dortmundzie, w kraju związkowym Nadrenia Północna-Westfalia, w Niemczech. Znajdują się tu 2 perony.
| Dortmund-Mengede                  |  |              |
| Linia Duisburg Hbf – Dortmund Hbf |  |              |
| Castrop-Rauxel Hbf                |  | Dortmund Hbf |